# ماوريسيو فيانا
ماوريسيو فيانا (14 يونيو 1987 بتشيلي - ) هو مدرب كرة قدم ولاعب كرة قدم تشيلي وبرازيلي في مركز حراسة المرمى. لعب مع اتحاد كويلبوي ‏.

## وصلات خارجية
- ماوريسيو فيانا على موقع قاعدة بيانات كرة القدم.إي يو (الإنجليزية)
- ماوريسيو فيانا على موقع Soccerway.com (الإنجليزية)
- ماوريسيو فيانا على موقع AS.com (الإسبانية)